# Stade Malien de Bamako
Lo Stade Malien è una società polisportiva con sede a Bamako, in Mali, nota soprattutto per le sue sezioni calcistica e cestistica.
Fondato nel 1960, il club gioca le gare casalinghe allo stadio 26 marzo di Bamako.

## Rosa
| N. |                 | Ruolo | Calciatore          |
| -- | --------------- | ----- | ------------------- |
| 1  | Mali (bandiera) | P     | Boubacar Konaté     |
| 2  | Mali (bandiera) | D     | Moussa Guindo       |
| 3  | Mali (bandiera) | D     | Moussa D. Coulibaly |
| 4  | Mali (bandiera) | A     | Bourama Coulibaly   |
| 5  | Mali (bandiera) | C     | Bakary Dembélé      |
| 6  | Mali (bandiera) | D     | Oumar Koné          |
| 7  | Mali (bandiera) | C     | Mamoudou Simpara    |
| 8  | Mali (bandiera) | A     | Mahamadou Mariko    |
| 9  | Mali (bandiera) | A     | Mamadou Coulibaly   |
| 10 | Mali (bandiera) | C     | Sidi Coulibaly      |
| 11 | Mali (bandiera) | D     | Sékou Diarra        |
| 13 | Mali (bandiera) | C     | Cheick Diarra       |
| 14 | Mali (bandiera) | A     | Dramane Traoré      |
| 15 | Mali (bandiera) | C     | Adama Diarra        |
| 16 | Mali (bandiera) | C     | Cheick Tounkara     |

| N. |                         | Ruolo | Calciatore                |
| -- | ----------------------- | ----- | ------------------------- |
| 17 | Mali (bandiera)         | C     | Tapa Koné                 |
| 18 | Mali (bandiera)         | C     | Boubacar Fako Keita       |
| 19 | Mali (bandiera)         | A     | Bakary Coulibaly          |
| 20 | Mali (bandiera)         | A     | Edi Sonko Faye            |
| 21 | Mali (bandiera)         | D     | Youssouf Diarra           |
| 23 | Mali (bandiera)         | P     | Soumbeyla Diakité         |
| 23 | Mali (bandiera)         | C     | Konaté Binké              |
| 24 | Mali (bandiera)         | A     | Djélimory Kané `          |
| 26 | Mali (bandiera)         | A     | Lassine Traoré            |
| 27 | Mali (bandiera)         | A     | Karim Sogoba              |
| 28 | Mali (bandiera)         | A     | Draman Traoré             |
| 29 | Mali (bandiera)         | C     | Abdoulaye Maïga           |
| 30 | Burkina Faso (bandiera) | P     | Rachid Abdoulaye Compaoré |
| 31 | Mali (bandiera)         | A     | Abdoulaye Samaké          |

## Palmarès

### Competizioni nazionali
- Campionato maliano: 23

1970, 1972, 1984, 1987, 1989, 1993, 1994, 1995, 1999-2000, 2000-2001, 2001-2002, 2002-2003, 2004-2005, 2005-2006, 2006-2007, 2009-2010, 2010-2011, 2012-2013, 2013-2014, 2014-2015, 2016, 2019-2020, 2020-2021
- Coppa del Mali: 23

1961, 1963, 1970, 1972, 1982, 1984, 1985, 1986, 1988, 1990, 1992, 1994, 1997, 1999, 2001, 2006, 2013, 2015, 2018, 2021, 2023, 2024, 2025
- Supercoppe del Mali: 8

1998, 2000, 2001, 2005, 2006, 2007, 2009, 2010

### Competizioni internazionali
- Campionato per club dell'Africa occidentale: 1

1992
- Coppa della Confederazione CAF: 1

2009
- Coppe dell'Africa occidentale francese: 2

1953, 1956 (come Jeanne d'Arc)

### Altri piazzamenti
- Campionato maliano:

Secondo posto: 2007-2008
Terzo posto: 2008-2009
- Coppa del Mali:

Finalista: 1968, 1975, 1979, 1983, 1995, 1998, 2000, 2002, 2009, 2011
- CAF Champions League:

Finalista: 1964
- Coppa della Confederazione CAF:

Semifinalista: 2013
- Supercoppa CAF:

Finalista: 2010

## Squadra riserve
| N. |                 | Ruolo | Calciatore       |
| -- | --------------- | ----- | ---------------- |
|    | Mali (bandiera) | D     | Abdramane Guissé |
|    | Mali (bandiera) | D     | Boubacar Sylla   |
|    | Mali (bandiera) | C     | Drissa Coulibaly |
|    | Mali (bandiera) | C     | Seydou Ballo     |
|    | Mali (bandiera) | A     | Adama Touré      |